# 崔沢元
崔 沢元（チェ・テグォン、최택원、1921年12月23日 - ）は、大韓民国の軍人、政治家。最終階級は陸軍少将。第四共和国体制で第13代総務処次官。

## 経歴
新義州出身。1943年、日本中央大学卒業。
警備士官学校5期卒業。
朝鮮戦争中は陸軍大学を経て渡米留学し、米陸軍歩兵学校を卒業。
第38師団長、第26師団長、第3師団長等を歴任し、陸軍本部作戦参謀副長で予備役編入後、総務処次官。朴正煕暗殺事件当時、国務会議招集責任者。12.12クーデター直後、行政改革委員長を務めた。

## 年譜
- 1943年：日本中央大学卒業
- 1947年10月23日：警備士官学校5期入学
- 1948年4月6日：同卒業
- 1951年：陸軍大学卒業
- 1952年：米陸軍歩兵学校卒業
- 1958年：第38師団長、第26師団長
- 1959年12月3日：第3師団長
- 1961年3月15日： 第1軍団参謀長
- 1962年：国防部軍務局長
- 1964年8月：国防大学院卒業、陸軍本部作戦参謀部次長、少将
- 1965年4月：第5軍管区司令官
- 1966年12月28日：陸軍本部作戦参謀副長
- 1967年9月：予備役編入、国家安全保障会議常任委員
- 1971年8月：監査院監査委員
- 1974年7月：総務処次官
- 1979年12月15日：行政改革委員長